# Куангбинь
Куангби́нь (вьет. Quảng Bình, тьы-ном 廣平) — провинция на севере центральной части Вьетнама.

## География
На севере провинция Куангбинь граничит с провинцией Хатинь, на юге — с Куангчи, на западе — с Лаосом. С востока омывается Южно-Китайским морем. Площадь — 8065 км².

## Население
Численность населения — 846 924 человека (на 2009 г.).

## Административное деление
Провинция Куангбинь включает:
- город провинциального подчинения Донгхой

и 6 уездов
- Миньхоа (Minh Hóa)
- Туенхоа (Tuyên Hóa)
- Куангчать (Quảng Trạch)
- Бочать (Bố Trạch)
- Куангнинь (Quảng Ninh)
- Летхюи (Lệ Thủy)

## Климат
Средняя годовая температура 24 °C. Дождливый сезон длится с августа по ноябрь. Остальное время — сухой сезон.

## Достопримечательности
- Национальный парк Фонгня-Кебанг в 40 км от Донгхоя.
- Пагода Хоангфук.